# Jaime Jaramillo Panesso
Jaime Jaramillo Panesso (Medellín, Antioquía; 10 de noviembre de 1937-Ib., 21 de noviembre de 2020) fue un político, abogado, escritor y profesor colombiano, reconocido por ser el gestor de paz durante el conflicto armado colombiano.

## Biografía
Nació en Medellín estudió derecho en la Universidad Autónoma de Medellín e hizo una especialización en derecho Laboral en la Universidad Autónoma y además de sus cargos públicos en torno a la reconciliación, se desenvuelve como docente universitario, investigador y analista de coyunturas nacionales. En 1966 fundo la Universidad Autónoma Latinoamericana.
Jaramillo Panesso entró en la política como concejal de Medellín (1970-1974) y de Santa fe de Antioquia (1970-1972). En 1974 fue elegido a la Cámara de Representantes. Fue asesor de Paz y Cultura de la Gobernación de Antioquia de 1995 a 1998.
Fue autor de varios libros y columnista de medios de comunicación como El Mundo, El Colombiano y El Tiempo. Jaime Jaramillo Panesso fue el fundador y director de la Comisión Facilitadora de Paz de Antioquia. A su vez fue el representante de la Comisión Nacional de Reparación y Reconciliación (CNRR). Falleció en Medellín el 21 de noviembre de 2020 tras de sufrir un infarto de miocardio.